# Cal Matalasser
Cal Matalasser és una casa de cos del barri de Dalt la Vila, de Badalona (Barcelonès). Destaca per una finestra gòtica i està protegit com a bé cultural d'interès local.

## Descripció

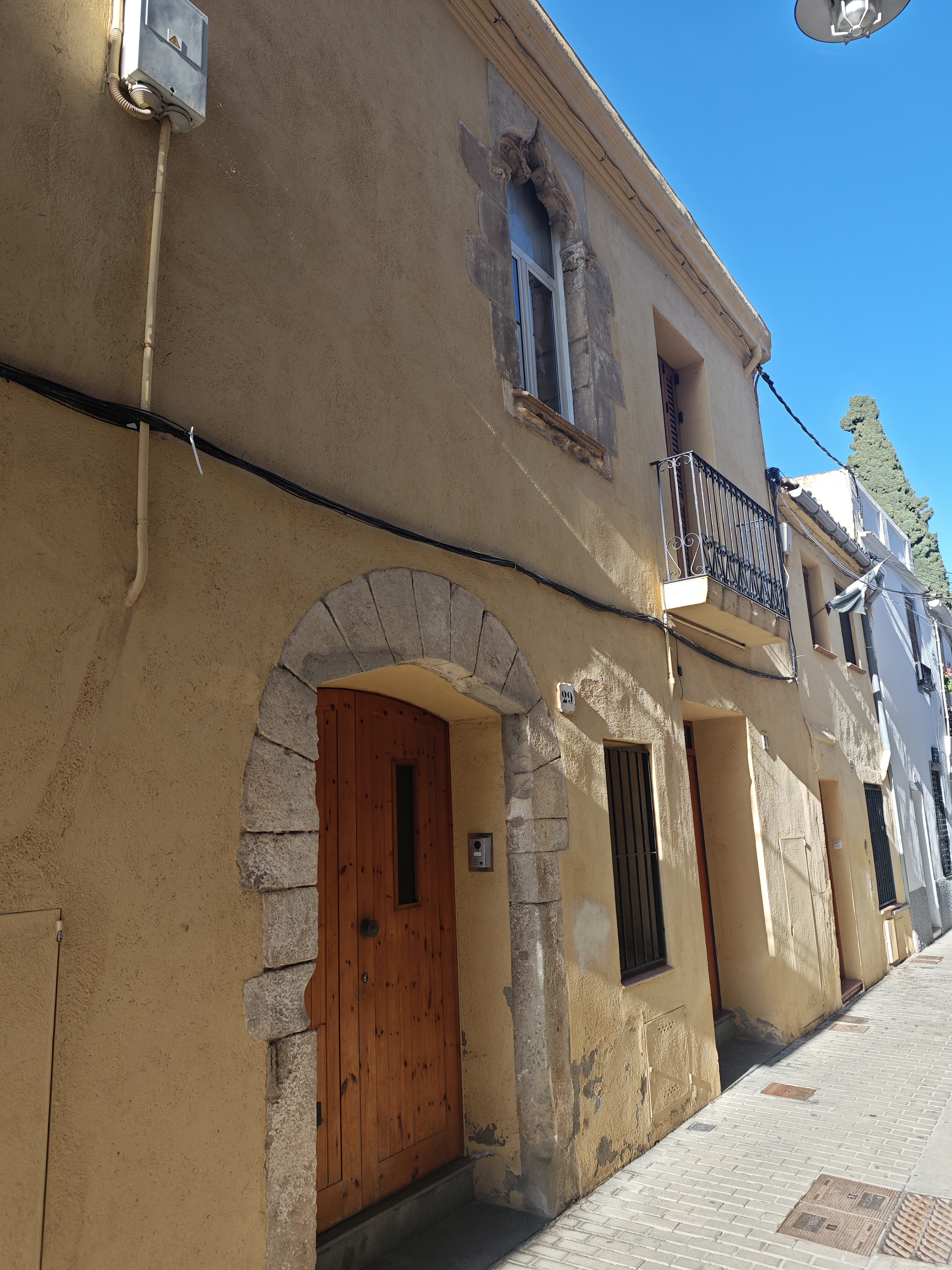
Façana de cal Matalasser

És un edifici entre mitgeres de planta baixa i pis. Té una finestra conopial gòtica que queda al pis enmig de la façana. És feta de carreus i de tàpia arrebossada. La porta és adovellada i retallada posteriorment (a l'esquerra). Hi ha una finestra nova a la dreta. Tret del sector de la finestra és emblanquinat.

## Zona arqueològica
Està documentada l'existència d'una claveguera romana en direcció NE/SO construïda en el primer quart del segle I dC. D'altra banda, aquest fet confirma una actuació en època moderna, la qual en determinats llocs va tallar l'estratigrafia romana i va trencar part de les seves estructures. L'excavació també ha permès la documentació d'un hipogeu de cronologia indeterminada que tenia l'entrada per aquesta casa. Es tracta d'un hipogeu tallat a la terra verge que té a vegades la paret recoberta amb totxana. S'ha documentat en una llargada aproximada de 29 m i al final el passadís, que té uns 70 cm d'amplada, està tapiat. A més, s'han trobat en aquest tram tres passadissos laterals, dos dels quals van a parar a unes sales circulars d'1,80 m de diàmetre, mentre el tercer comunica amb un espai també circular més petit, d'1,10 m. El desnivell que hi ha entre el punt més alt d'aquest recinte, 24,92 m sobre el nivell del mar, i el més baix 17,60 m se salva amb unes escales al llarg del passadís principal.